# 巴氏鮈南極魚
巴氏鮈南極魚為輻鰭魚綱鱸形目南極魚亞目南極魚科的其中一種，分布於南冰洋海域，棲息深度100-140公尺，生活習性不明。

## 擴展閱讀
維基物種上的相關：巴氏鮈南極魚